# زهرة الأهوار الجبلية
زهرة الأهوار الجبلية (الاسم العلمي: Nymphoides montana) هي نوع هجين من النباتات تتبع جنس زهرة الأهوار من الفصيلة الإطريفلية.